# Смешарики. Начало
«Смеша́рики. Нача́ло» — российский полнометражный анимационный фильм в формате 3D, являющийся приквелом мультсериала «Смешарики», вышедший 22 декабря 2011 года. Мультфильм был произведён группой компаний «Рики», включающей в себя студию «Петербург», создателя «Смешариков». Также участие в съёмках фильма принимала студия «Базелевс».  

## Сюжет
Фильм начинается в стране Смешариков до событий сериала (Копатыч и Пин там тогда ещё не жили). Крош и Ёжик, пряча «сокровища», попадают в зыбучие пески и проваливаются под землю, где находят скелет динозавра в кресле, а напротив него — старый телевизор. Они вытаскивают телевизор на землю, где его чинит Лосяш. Смешарики, смотря телевизор, видят программу «Шоу Люсьена», где супергерой Люсьен борется со злодеем Калигари и его бандой. Думая, что это происходит на самом деле, Смешарики, по предложению Кар-Карыча и Кроша, решают отправиться в некий Мегаполис, чтобы помочь Люсьену.
На следующий день они сооружают плот и уплывают, оставив Бараша для слежения за маяком. Однако он, надеясь образумить Смешариков, плывёт за ними, оставив маяк включённым. Ночью они подбирают его.
Внезапно мореплаватели наталкиваются на «Титаник», а вскоре начинается шторм. Все вещи и телевизор, который Смешарики взяли с собой, смывает за борт волна от корабля. Плот Смешариков долго носит по волнам, пока они не теряют сознание.
Очнувшись, они обнаруживают, что их принесло к Мегаполису. Их арестовывают как подозрительных личностей. Смешарики считают, что это агенты Калигари, и решают отправить кого-нибудь к Люсьену, чтобы он их спас. Жребий выпадает Барашу. Неожиданно Крош обнаруживает, что Ёжик остался на плоту.
В это время Ёжик просыпается. Он слезает с плота, который тонет, и идёт в город, чтобы найти друзей. Спросив у мусорщика, куда отправляются приезжие, он получает ответ, что в музей. Ёжик идёт к нему, но видит, что он закрыт, и ложится спать на крыльце. Тут его находит сторож Пин и оставляет жить в своей каморке. На следующий день Смешариков ведут в больницу на анализы. Бараш хитроумно сбегает. В городе он ищет Люсьена, попадая на телестудию, где идут съёмки «Шоу Люсьена». Оказывается, что главную роль играет Копатыч. Позже он отказывается от дальнейших съёмок, а режиссёр Носор по контракту отнимает у него имущество за долги и срыв проекта, а на его роль ставит пса, который попал на студию ради денег. Носор переименовывает программу в «Шоу Жюльена» и снимает рекламу шампуня «Жюльен» с новым героем. Бараш пытается заступиться за Копатыча, но ничего не выходит. Расстроенный Копатыч, не вслушиваясь в то, о чём ему говорит Бараш, подписывает бумаги, удостоверяющие то, что Смешарики приехали к нему, и уходит. А все преследуют его по пятам, не понимая, что Люсьен — вымышленный персонаж.
Той ночью музей грабят двое бандитов, обманывая Ёжика, решившего, что они отвозят экспонаты на реставрацию. Когда приезжает полиция, в ограблении обвиняют Ёжика и Пина. Их сажают в тюрьму. Босс Носор решает попробовать Бараша в качестве ведущего прогноза погоды. Бараш случайно включает камеру, которая записывает вместо «Шоу Жюльена» крадущихся по студии бандитов. Он звонит Нюше, чтобы она включила телевизор и увидела, что он выступает. Смешарики обнаруживают, что Ёжик сидит в тюрьме, и просят Копатыча, чтобы тот спас его. Бараш, поняв, что Копатыч — просто актёр, объясняет это остальным. Те отстают и удаляются.
Смешарики решают сами освободить Ёжика. Копатыч находит героев и предлагает придумать план. Он идёт к актёру Гусену, игравшему Калигари, придумавшего сотни планов. Он по старой дружбе составляет план операции по спасению Ёжика. Смешарики проникают в тюрьму, надев маски супергероев, несмотря на приказ Гусена надеть чёрную одежду, и освобождают Ёжика. Однако тот не хочет идти без Пина. Не без помощи Копатыча Смешарики освобождают Пина и едут на крышу, когда приезжает полиция. Однако в здание попадает молния, после этого лифт останавливается.
В это время на киностудии готовят к показу первую серию шоу. На воспроизведение ставят кассету, которую затёр Бараш. Вместо шоу показываются бандиты, пришедшие с награбленными экспонатами к своему главарю — Носору. Оказывается, что он использовал шоу для отвлечения внимания, пока сообщники грабили город.
В это время Крош, Ёжик, Пин и Копатыч выбираются на крышу. Они перелетают по натянутой верёвке за пределы тюрьмы, однако на Копатыча не хватает одной страховки. Крош улетает без него, а тот использует сумку. На крышу тюрьмы из-за ветра налетает дирижабль и разрывает верёвку. Копатыч прыгает в него и летит в сторону моря. Остальные герои на фургоне, который дал им Гусен, догоняют его. Неожиданно дирижабль снижается и тащит фургон к обрыву. Смешарики, кроме Бараша, успевают перебраться на дирижабль. Вскоре фургон с Барашем падает в обрыв, но друзья успевают спасти его. Неожиданно дирижабль уносит в неизвестном направлении. Смешарики видят свет — это маяк на берегу их долины, который Бараш оставил включённым, чтобы догнать друзей и уговорить не отправляться в опасное путешествие.
Дирижабль совершает жёсткую посадку. Все Смешарики остаются в живых, но получают увечья — Копатыч временно не может ходить, остальные Смешарики что-нибудь ломают. Бараш, пытавшийся признаться Нюше в любви, репетирует признание рядом с ней, думая, что она не слышит. Через некоторое время Смешарики делают сюрприз Копатычу — строят дом, о котором он мечтал. От удивления он может ходить, а Нюша — слышать. А все Смешарики помогают Копатычу дойти до его дома. После этого они решают сделать фото на память.
Сцена после титров: Азиат, работающий таксистом, смотрит телевизор, где в новостях показывают тех самых грабителей, которых сажают в машину. Затем происходит диалог с Гусеном: «И всё-таки как вам удалось их схватить?» — «637 серия — „Объятия Железной няни“». После этого таксист, после нескольких слов на азиатском, нажимает кнопку пульта, и экран гаснет.

## Роли озвучивали
| Актёр                               | Роль                                                                   |
| ----------------------------------- | ---------------------------------------------------------------------- |
| Михаил Черняк                       | Копатыч (Люсьен) / Лосяш / Пин / корреспондент                         |
| Сергей Мардарь                      | Кар-Карыч / Совунья / фиолетовый грабитель                             |
| Антон Виноградов                    | Крош / жёлтый грабитель / голоса в телевизоре / диджей радио «Юмор ФМ» |
| Владимир Постников                  | Ёжик                                                                   |
| Светлана Письмиченко                | Нюша                                                                   |
| Вадим Бочанов                       | Бараш                                                                  |
| Михаил Хрусталёв                    | Гусен (Доктор Калигари)                                                |
| Станислав Концевич                  | Босс Носор                                                             |
| Ксения Бржезовская                  | диктор «Шоу Люсьена» / актриса, играющая Марию                         |
| Владимир Маслаков                   | Бык-полицейский / контролёр / тюремный надзиратель                     |
| Игорь Яковель                       | ящер-охранник                                                          |
| Джангир Сулейманов                  | Таксист-азиат                                                          |
| Алёна Поликовская                   | Жена таксиста-азиата                                                   |
| Олег Куликович                      | фламинго-секретарь / организатор «Прыжка в бездну» / полицейский       |
| Валерий Соловьёв                    | инспектор полиции / морж-судья                                         |
| Андрей Лёвин                        | новостник-лис / голос на лайнере                                       |
| Елена Шульман                       | медсестра                                                              |
| Елена Иксиновская                   | переводчица новостей                                                   |
| Эдуард Хиль                         | петух-певец                                                            |
| Денис Чернов                        | мусорщик / актёр, играющий Жюльена                                     |
| Анастасия Яковенко, Сергей Васильев | голоса в телевизоре                                                    |

## Производство
Идея создания первого полнометражного фильма по Смешарикам родилась после выхода первых серий одноимённого мультсериала, когда он только-только начал выходить и постепенно набирал обороты. Помимо 200 серий основного сериала, в планах создателей было расширение вселенной круглых героев различными проектами и ответвлениями, в том числе и полнометражными.
Разработка фильма началась в 2005 году. Сценарий к фильму написал главный сценарист Смешариков Алексей Лебедев, а в качестве режиссёра выступил ведущий режиссёр проекта Денис Чернов, который к этому времени уже успел снять 42 серии основного сериала и имел опыт в режиссуре анимации. Позже, после режиссуры эпизодов основного сериала он уйдет работать над первым, а позже и над остальными полнометражными фильмами по Смешарикам и на протяжении 11, а то и 13 лет, он не будет пытаться возвращаться к режиссуре коротких историй про круглых героев или других проектов по ним.
Первоначально сценарист Алексей Лебедев задумывал свой сценарий как приключенческую историю с оммажем на роман «Дон Кихот». Однако, как он потом позже отметил в одном из интервью, финальная версия фильма сильно отличается от его первоначальной задумки:
Буквально сценарий отличается от постановки парой сцен, но вопрос не в букве, а в духе. Я писал историю про конфликт человека и цивилизации. Незнание тв героями был ходом, который этот конфликт сделает выпуклым и фактурным. Это условность. Та самая условность, с которой начинаются истории, типа «А представьте, что где-то добрые романтичные идеалисты первый раз увидели тв и поехали спасать мир». Донкихотство. Как вам известно, идальго тоже поехал всех спасать, начитавшись романов. Но в постановке история «Начала» получилась «про идиотов в городе». Вот и представьте постановку «Дон Кихота», где все будет по букве, как у Сервантеса, но, типа, комедия с дураком. Будет и не интересно, потому что дураку не переживаешь, и не смешно, потому что это не комедия с дураком, и юмор там проявлять нужно другими средствами.— Алексей Лебедев
Для координации работы по проекту студия «Петербург» применяла российскую программную разработку — систему управления проектами в аудиовизуальной сфере Cerebro.
Съёмки картины проводились с 2007 по 2011 год.
Как рассказывал режиссёр фильма Денис Чернов, производство первого фильма далось непростым в техническом плане:
Когда встал вопрос о первом полном метре, я старался держать мысль о 3D как можно дальше. Так как я, для общего развития и профессиональной уверенности, увлекался трёхмерной графикой, то представлял какое количество проблем обрушится нам на голову. Но, как мы только не старались, картинка с огромными, залитыми в один цвет шарами, на большом экране смотрелась не хорошо. Понимая, что опыта в трёхмерной графики у студии не было никакого, мы скооперировались с одной большой питерской игровой студией на предмет совместного производства. Но тут тоже ничего хорошего не получилось и было принято решение, самим выстраивать 3D производство.— Денис Чернов
Также трудности в производстве фильма были и с техническими эффектами. Так, для создания эффекта воды было сделано много различных тестовых анимаций, чтобы получить нужный результат.
Производство фильма, который изначально проходил под рабочим названием «Смешарики-3D. Долгая дорога домой», было профинансировано Министерством культуры РФ. Несмотря на то что оно не было завершено в намеченный срок, работа была доведена до конца, после того как министерство получило разрешение председателя правительства на пролонгацию производства.
В 2011 году стало известно, что продюсером фильма станет Тимур Бекмамбетов. По словам режиссёра картины Дениса Чернова, Бекмамбетов особо не вмешивался в производственный процесс и помогал им только в финансировании и продвижении фильма. Единственное, что он привнёс в этот фильм, так это расширение криминальной линии в городе, которая изначально была заложена и прописана в сценарии
23 июня 2011 года на Youtube-канале Смешариков «TVSmeshariki» вышли тизеры, промо-трейлеры, и 2 трейлера к фильму. Стал известен слоган фильма — «Всё по-взрослому!». Однако слоган перестали писать к постерам и его заменяли на «Всё только начинается!».
При оформлении финальных титров были использованы работы победителей конкурса рисунков «Смешарики в большом городе», организованного сайтом Дневник.ru.
Фильм стал первым российским полнометражным мультфильмом в Full 3D.
Производству фильма были посвящены сюжеты в программах «Галилео» (сюжет о создании фильма), «Хочу знать», «Арт-ТВ» (как записывали музыку), «Доброе утро», «Утро России», репортажи новостей на каналах «Первый канал», «Россия 1», «Санкт-Петербург», «Мир».В передаче «Большая разница» была показана пародия на фильм о фильме «Смешарики. Начало».

## Создатели
- Режиссёр: Денис Чернов
- Автор сценария: Алексей Лебедев
- Композиторы: Марина Ланда, Сергей Васильев
- Продюсеры: Илья Попов, Анатолий Прохоров, Тимур Бекмамбетов
- Художник-постановщик: Ольга Овинникова
- Художник концептуальных эскизов: Алексей Страхов
- Авторы персонажей: Анатолий Смирнов, Денис Чернов, Салават Шайхинуров

## Саундтрек
- Авторы песен: Сергей Васильев, Марина Ланда
- Автор текста: Сергей Васильев
- Музыку исполняет The City of Prague Philharmonic Orchestra

| №   | Название                            | Исполнитель | Длительность |
| --- | ----------------------------------- | --- | ------------ |
| 1.  | «Тема дома»                         | | 3:05         |
| 2.  | «Шоу Люсьена (Синяя маска Люсьена)» | Юрий Охочинский | 1:15         |
| 3.  | «Мы приплыли»                       | Солист: Сергей Мардарь Хор: Лидия Бех-Иванова, Жанна Короткая, Карина Беляева, Наталья Иримчеева, Марина Ланда, Константин Щербенко, Григорий Жучковский, Николай Романов, Сергей Федосеев | 1:53         |
| 4.  | «Ниточка»                           | Сергей Васильев | 2:35         |
| 5.  | «Море»                              | | 1:54         |
| 6.  | «Прохожий»                          | Николай Фоменко | 2:35         |
| 7.  | «О, Нюша»                           | Юрий Охочинский | 1:02         |
| 8.  | «Полиция»                           | | 0:51         |
| 9.  | «Калигари»                          | | 1:24         |
| 10. | «Всё хорошо!»                       | Эдуард Хиль | 2:31         |
| 11. | «Тема Пина»                         | | 1:32         |
| 12. | «Погоня за дирижаблем»              | | 2:13         |
| 13. | «Французская песенка»               | Марина Ланда | 1:15         |
| 14. | «Герой»                             | Билли Новик | 4:04         |
| 15. | «Ёжик»                              | | 0:45         |
| 16. | «Тема Люсьена»                      | | 1:50         |
| 17. | «Малинка»                           | | 1:17         |
| 18. | «От винта!»                         | Антон Виноградов, Денис Чернов, Сергей Васильев | 3:20         |

- Бэк-вокал: Марина Ланда, Сергей Мардарь

## Прокат

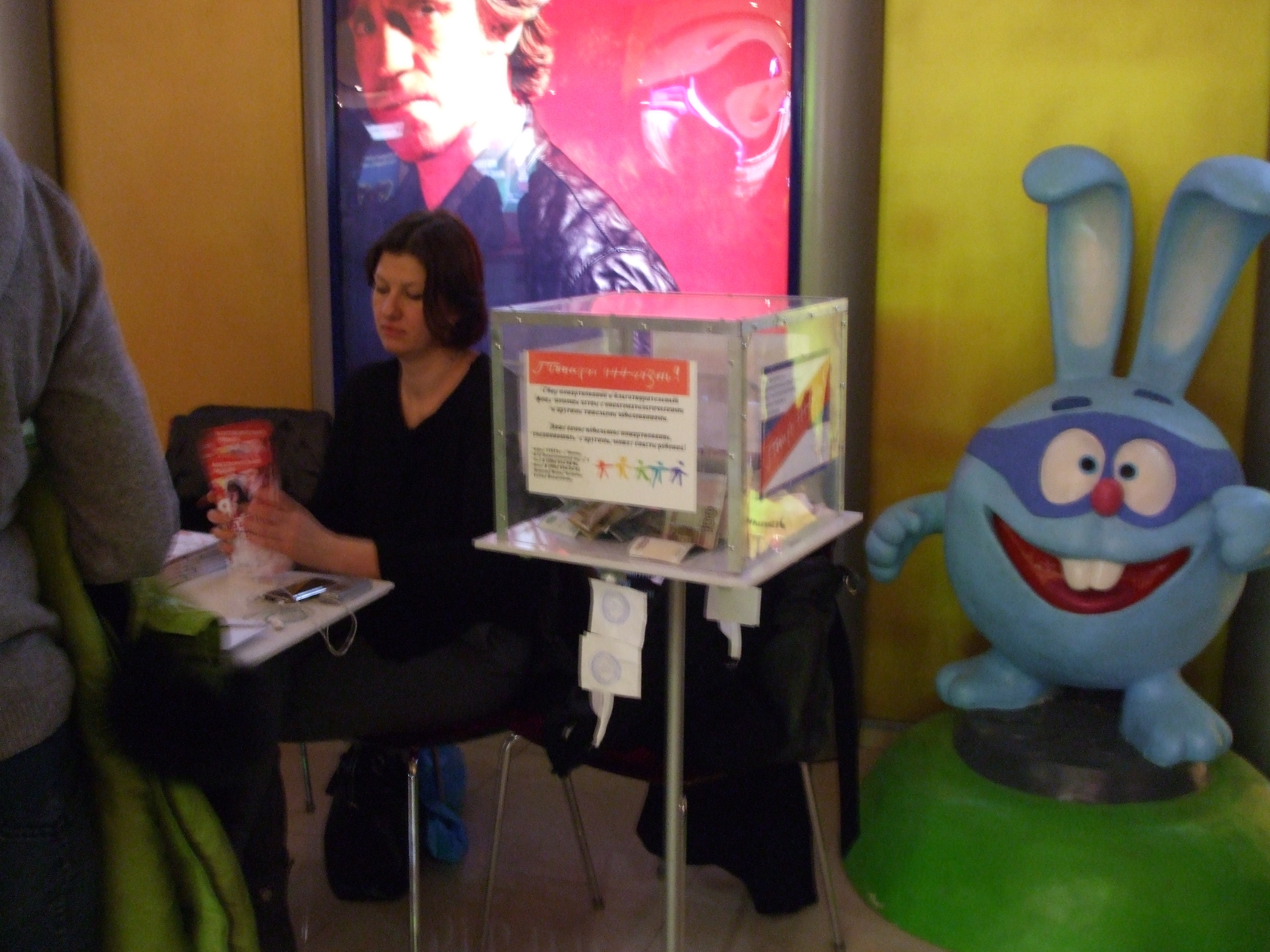
Статуя Кроша в образе супергероя, в кинотеатре «Октябрь»

В мировой кинопрокат фильм вышел под названием «Kikoriki Team Invincible».
1 апреля 2012 года мультфильм впервые транслировался на Первом канале. 18 мая 2012 года мультфильм был выпущен в прокат компанией Columbia Pictures в США,  в той же США в июне 2012 премьера мультфильма состоялось на американском Cartoon Network. Премьера на СТС состоялась 1 сентября 2012 года. С 1 июня 2013 года мультфильм транслировался на СТС. 10 декабря 2016 года мультфильм показали на телеканале РЕН ТВ.

## Награды
- 2012 — XXI Международный кинофорум духовно-нравственного кино «Золотой Витязь»: Гран-при за полнометражный анимационный фильм — «Смешарики. Начало» реж. Денис Чернов[15]

## Продвижение
Перед выходом фильма был использован вирусный маркетинг: на YouTube был добавлен видеоролик, где двое мужчин снимают на телефон видео и натыкаются на Кроша, который убегает от них. Одним из этих мужчин является сам режиссёр фильма Денис Чернов. После они находят листок с изображением Ёжика и надписью «Пропал Ёжиг!». Также студией «Atria» была разработана серия короткометражных анимационных роликов, пародирующие известные фильмы, и тизеры к несуществующим играм «Kikoriki Angry Balls» (пародия на игру «Angry Birds») и «Kikoriki Combats» (пародия на игру Mortal Combat).
Издательством «Умная Маша», входящим в группу компаний «Рики», была создана серия книг различных форматов по мотивам мультфильма

## Удалённые сцены
В 2021 году в результате слива из приватного раздела Форума Мира Смешариков доступного для заслуженных пользователей форума в сеть утекли сцены, которые были удалены на разных стадиях производства фильма. Некоторые удалённые сцены были также доступны в фильме о фильме «Смешарики. Начало», который прилагался в качестве бонуса при выходе фильма на DVD и Blu-ray в 2012 году.